# The Party's Over and Other Great Willie Nelson Songs
The Party's Over and Other Great Willie Nelson Songs — шостий студійний альбом американського співака Віллі Нельсона, представлений у 1967 році під лейблом RCA Records.

## Передісторія
До 1967 року Нельсон досяг величезного успіху як автор пісень, написавши «Crazy» для Петсі Клайн і «Pretty Paper» для Роя Орбісона, але його успіх як артиста був досить посереднім. Його останній альбом Make Way for Willie Nelson містив сингл «One In a Row», який увійшов до двадцятки найкращих, але продажі блідли в порівнянні з іншими зірками кантрі (такими як Марті Роббінс і Джонні Кеш). Як він пізніше сказав: «Попри весь мій успіх у написанні пісень, мої альбоми лежали на полицях. Я був далекий від того, кого ви назвали б суперзіркою. Я не грав у концертних залах чи на аренах. Я грав у пивних барах». Нельсон ставав все більш незадоволеним RCA, відчуваючи, що лейбл недостатньо просуває його записи та тримає його поруч для того, щоб його більш успішні колеги могли розбирати його погано продавані альбоми для власного матеріалу. У першій автобіографії Нельсона Аткінс зізнався: «Я був найгіршим у просуванні та продажах. Ця частина бізнесу мене не хвилювала. У той час, коли мене не було в студії, я був десь, граючи на гітарі… Віллі було дуже болячи мати продюсера з таким ставленням до продажів». Нездатність Нельсона перенести своє чудове живе звучання на запис залишиться джерелом розчарування для нього в наступні роки.

## Запис і композиція
Чет Аткінс, який делегував свої обов'язки Фелтону Джарвісу у попередньому альбомі Нельсона, повернувся до продюсування The Party's Over and Other Great Willie Nelson Songs. Нельсону вдалося залучити до запису двох учасників із його гурту — гітариста Джиммі Дея та барабанщика Джонні Буша, хоча Аткінс відмовився від використання повного складу гурту в студії. На відміну від останніх двох альбомів, де переважали кавер-версії пісень, The Party's Over міг похвалитися повністю авторськими піснями. 

## Список пісень
| #     | Назва                                     | Тривалість |
| ----- | ----------------------------------------- | ---------- |
| 1.    | «Suffer in Silence»                       | 2:24       |
| 2.    | «Hold Me Tighter»                         | 2:26       |
| 3.    | «Go Away»                                 | 2:26       |
| 4.    | «Ghost»                                   | 2:25       |
| 5.    | «To Make a Long Story Short (She's Gone)» | 2:20       |
| 6.    | «A Moment Isn't Very Long»                | 2:14       |
| 7.    | «The Party's Over»                        | 2:30       |
| 8.    | «There Goes a Man»                        | 2:30       |
| 9.    | «Once Alone»                              | 3:02       |
| 10.   | «No Tomorrow in Sight»                    | 3:04       |
| 11.   | «I'll Stay Around»                        | 2:17       |
| 12.   | «End of Understanding»                    | 2:07       |
| 27:07 |                                           |            |

## Учасники запису
- Віллі Нельсон — гітара, вокал;
- Джим Маллой — інженер;